# 1065
1065 је била проста година.

## Догађаји
- Побуна у Нортумбрији против грофа Тостига. Пораз Тостига и његово прогонство. Моркер, син Алфгара, постаје гроф од Нортумбрије.
- Независна владавина Хајнриха IV. Унутрашњи немири. Хајнрих IV гуши побуну у Саксонији.
- Смрт Фердинанда I. Подела његових поседа између његова три сина. Галиција постаје независно краљевство. Почетак рата између синова.
- Краљ Леона Алфонсо VI Смели (1030-1109). Унија са Галицијом. Повратак Алмерије од Арапа.
- Анексија Валенсије Емирату Толедо. Отцепљење Мурсије од Валенсије.
- Селџуци су заузели, опљачкали и спалили престоницу Јерменије.
- Устанак у Хорезму је угушио Алп Арслан.
- Полоцки кнез Всеслав Брјачиславич опсео је Псков, али није ништа постигао. Као резултат тога, односи између Всеслава Брјачиславича и јарославских кнежева су се погоршали.